# In Your Face (Children of Bodom)
In Your Face è un singolo dei Children of Bodom pubblicato nel 2005. La title track è tratta dall'album Are You Dead Yet?, pubblicato nel 2006, ed è disponibile in due versioni, di cui una con testo censurato.

## Tracce
1. In Your Face
2. Oops!... I Did It Again (cover di Britney Spears)
3. In Your Face (versione censurata)

## Formazione
- Alexi Laiho - chitarra, voce
- Roope Latvala - chitarra
- Hennka T. Blacksmith - basso
- Janne Wirman - tastiera
- Jaska W. Raatikainen - batteria

## Classifiche
| Classifica (2005) | Posizione massima |
| ----------------- | ----------------- |
| Finlandia         | 1                 |